# Alfred Cluysenaar

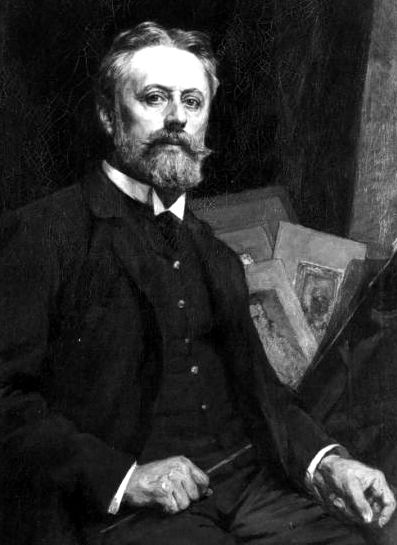
Selbstporträt Alfred Cluysenaar

Alfred Cluysenaar (vollständig: Jean André Alfred Cluysenaar; * 24. September 1837 in Brüssel; † 23. November 1902 in Saint-Gilles/Sint-Gillis) war ein belgischer Maler, Zeichner und Aquarellist. Seine Sujets waren Porträt und Historienmalerei.

## Leben und Wirken
Abstammend aus dem niederländisch-belgischen Zweig der ursprünglich österreichischen und später in Burtscheid tätigen Architektenfamilie Klausener ist Alfred Cluysenaar der Sohn von Jean-Pierre Cluysenaar. Er ist der Vater von André Cluysenaar und Großvater von John Cluysenaar.
Von 1855 bis 1857 absolvierte Alfred die Académie Royale des Beaux Arts in Brüssel. Er war Schüler von Jean Joseph Jaquet, der ihn in der Bildhauerei unterrichtete. Der David-Schüler und Direktor François-Joseph Navez führte ihn in die Malerei ein. Sein Studium ab 1857 auf der École nationale supérieure des beaux-arts de Paris (ENSA) in Paris und bei Léon Cogniet wurde ihm vermutlich von dem Maler und Graphiker Louis Gallait vermittelt.
In Zusammenarbeit mit seinem Vater gestaltete Alfred Cluysenaar die Deckenmalerei im Rathaus von Saint-Gilles mit der Allegorie der Wahrheit, der Güte und der Schönheit. In den 1860er Jahren unterstützte er seinen Vater bei einem Auftrag in Deutschland, wo sie gemeinsam das Theater in Bad Homburg vor der Höhe ausgestalteten. Danach folgten Aufenthalte in Holland und Italien. 1873 heiratete er Marie-Thérèse Cornélis, mit der er drei gemeinsame Kinder hatte.
Von der königlichen Familie, von Adligen, Finanziers und Politikern erstellte Cluysenaar zahlreiche Porträtwerke. In dem von seinem Vater errichteten Atelier in der Rue de la Source und am Institute supérieur des Beaux Arts in Antwerpen unterrichtete er ab 1866. Im Jahr 1891 wurde er Professor d’Art décoratif et monumental in der Nachfolge von Louis Jan De Taeye (1822–1890) in Antwerpen. In Saint Gilles gründete und leitete Alfred Cluysenaar die Académie Dessin. Seit 1907 trägt eine Straße in Saint-Gilles seinen Namen.
Zu seinen bekanntesten Schülern zählen unter anderem Jacques de Lalaing und Jean Delvin. Sein Nachruf erschien am 25. November 1902 in der New York Times. In diesem Artikel wurde der prominente belgische Künstler als Landschafts- und Porträtmaler bezeichnet mit einer Vorliebe für mythologische Themen.

## Stil
Alfred Cluysenaar bevorzugte es, akademisch romantische Kompositionen monumental auszuführen. Seine Darstellungsweise ist ungezwungen und einfühlsam. Derrey-Capon vergleicht ihn mit Edouard Agneessens und Lievin de Winne. Cluysenaars Werke zeigen den akademischen Einfluss. Seine Malweise ist kühl und formell. In der Gazette des beaux-arts wurde 1867 von Paul Mantz auf die Affinität seiner Kartons zu den Werken Peter von Cornelius hingewiesen. Zu seinen Themen gehörten Landschaften, die er in heiterer Manier auffasste, Tierdarstellungen, orientalische Szenen und Akte.

## Auszeichnungen und Mitgliedschaften
- Officier de l'Ordre de Léopold
- Ritter der Ehrenlegion
- Cercle artist. et littérature de Bruxelles
- Mitglied in der Académie royale de Belgique
- 1893 Société des Beaux-Arts de Brüssel
- Commandant royale des Mon.
- Commandant du MAD

## Werke
- 1859 Une femme nue
- 1863 Moine endormi, Brüssel
- 1866 Die apokalyptischen Reiter. Dieses Werk präsentierte er 1867 im Salon de Paris.
- 1868 Porträt von M. Degroot
- 1870 Panorama de la bataille de Worth, Lithographie für den Einband von dem Plan des zoologischen Garten in Antwerpen.
- 1872 Mazeppa, Koninkl. MSK, Antwerpen
- 1872 Deux Enfants, Koninkl. MSK, Antwerpen
- 1873 süße Momente

- 1878 Porträt seines Sohnes André
- 1878 Heinrich IV. in Canossa

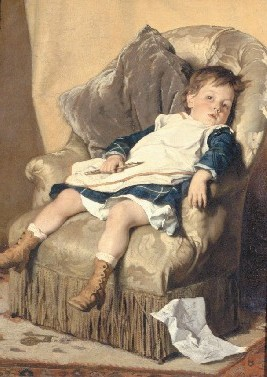
Porträt des sechsjährigen Sohnes André (1878)

- 1873–1879 Fresken für die Universität in Gent in Zusammenarbeit mit Lodewijk Jan De Taeye und Victor Lagye
- 1875 André Cluysenaar Porträt betitelt Une Vocation
- 1868 Guillaume de Groot, Porträt des Bildhauers
- 1870 Emile Sacré, Porträt des Malers
- 1882 Selbstporträt, Uffizien, Florenz
- 1888 Après le bain
- Portrait de Flora Reyntiens
- um 1890 Entwürfe zur Ausschmückung von dem Treppenhaus im Rathaus Saint-Gilles´, ausgeführt von seinem Sohn André Cluysenaar und Jacques de Lalaing
- Paysage vallonné, Musée Communal des Beauy arts, Charleroi
- Les Menestrels,
- Der Kardinal la Balue im Käfig vor Ludwig XI.